# 石狗鯰科
石狗鯰科，為輻鰭魚綱鯰形目的其中一科，其下僅有1屬1種，即石狗鯰(Lacantunia enigmatica)分布於中美洲墨西哥的淡水流域，棲息深度可達18公尺，體長可達42.7公分，棲息在岩石底質、水流快速的溪流，夜間覓食，屬雜食性，以魚類、甲殼類、植物種子等為食。